# NGC 4057
NGC 4057 (ook: NGC 4065) is een elliptisch sterrenstelsel in het sterrenbeeld Hoofdhaar. Het hemelobject werd op 27 april 1785 ontdekt door de Duits-Britse astronoom William Herschel.

## Synoniemen
- UGC 7050
- MCG 4-29-7
- ZWG 98.42
- ZWG 128.7
- VV 179
- PGC 38156